# Дело о суданском плюшевом медвежонке
Дело о суданском плюшевом медвежонке — судебный случай и связанные с ним события, приведшие в 2007 году к аресту, суду, осуждению, лишению свободы и освобождению британского школьного учителя Джиллиан Гиббонс, которая обучала средний класс мусульманских и христианских детей в объединённой высшей школе в Хартуме, Судан. Она была осуждена за оскорбление ислама, позволив классу шестилетних учеников назвать плюшевого медвежонка Мухаммедом.

## Арест
Джиллиан Гиббонс родилась в 1953 году и получила степень бакалавра в высшем педагогическом училище Мотт в городке Прескот в 1975 году (училище закрылось в 1992). Во время преподавания в суданской школе она была арестована за оскорбление ислама из-за того, что позволила классу шестилетних учеников дать плюшевому медвежонку имя Мухаммед
Первоначально предполагалось, что жалоба была от родителей одного из учеников школы. Однако позже выяснилось, что школьная секретарша Сара Хавад подала жалобу и была ключевым свидетелем обвинения. Хавад сказала, что была зла на школьного директора. «Секретарь меня использовала, чтобы выгнать из школы. Если не она, я бы отделалась тихим выговором», рассказала Гиббонс газете Гардиан вскоре после освобождения.
Суданская судебная система находится под сильным влиянием шариата, которая запрещает живописание Мухаммеда и других пророков. Тем не менее многие мусульманские организации в других странах публично осудили суданские за их реакцию, не установив мотив преступления Гиббонс. Председатель объединённого школьного совета епископ Эзикиль Кондо заметил, что имеется скрытый мотив в деле: «Дело может быть очень простым, но они могут его раздувать. Это похоже на шантаж.»

## Признание вины и реакция
25 ноября 2007 года Гиббонс была арестована, допрошена и заключена в камеру в местном полицейском участке. 28 ноября она была официально обвинена по статье 125-й Уголовного кодекса Судана «Оскорбление религии, разжигание ненависти, сексуальное домогательство, расизм, проституция и проявление презрения к религиозным убеждениям». Эта статья предусматривает максимальную меру наказания в виде лишения свободы, штрафа или 40 ударов плетью. 29 ноября 2007 года Гиббонс была обвинена в «оскорблении религии» по одной из трёх статей против неё и была приговорена к 15 дням лишения свободы и депортации. Мусульманский совет Великобритании, ассоциация групп мусульман Британии, включая Мусульманский комитет по связям с общественностью, назвали приговор «совершенно необоснованным» и что это было «ужасным» и призвали суданское правительство вмешаться.
30 ноября приблизительно 10 000 протестующих вышли на улицы Хартума, некоторые из них размахивали мечами и мачете, требуя казни Гиббонс, после того как имамы осудили её во время пятничной молитвы. Во время марша были слышны лозунги «Позор, позор Великобритании», «Нет терпимости — казнь» и «Убить её, убить её, на расстрел». По сообщениям свидетелей, государственные служащие участвовали в разжигании протестов. Гиббонс затем была перевезена в секретное место из соображений безопасности.

## Освобождение
Стремясь добиться освобождения Гиббонс, два британских пэра (члены палаты лордов), Лорд Ахмед (Лейборист) и баронесса Варси (Консерватор), посетили страну, надеясь на беседу с президентом страны Омаром аль-Баширом.
В то время как два британских политика встречались с президентом, 3 декабря было объявлено, что Гиббонс подлежит освободить из тюрьмы при условии президентского помилования. После восьми дней в тюрьме она была освобождена на попечение Британского посольства в Хартуме и вернулась в Ливерпуль после выдачи письменного заявления, в котором говорилось: «Я очень уважаю исламскую религию и никого не хотела сознательно оскорбить»

## Последствия
Школа была закрыта до января 2008 года в целях безопасности учеников, а персонал в то время боялся репрессий.